# Futbolo Klubas Kauno Žalgiris 2015
Questa voce raccoglie le informazioni riguardanti il Futbolo Klubas Kauno Žalgiris nelle competizioni ufficiali della stagione 2015.

## Rosa
Aggiornata al 25 giugno 2015.
| N. |                        | Ruolo | Calciatore          |
| -- | ---------------------- | ----- | ------------------- |
| 1  | Lituania (bandiera)    | P     | Deividas Mikelionis |
| 2  | Lituania (bandiera)    | C     | Rytis Daunys        |
| 3  | Lituania (bandiera)    | D     | Marius Miskinis     |
| 4  | Lituania (bandiera)    | D     | Klimas Gusočenko    |
| 6  | Lituania (bandiera)    | D     | Matas Gavrilovas    |
| 8  | Lituania (bandiera)    | C     | Tomas Bučma         |
| 9  | Bielorussia (bandiera) | C     | Dzmitryj Rėkiš      |
| 10 | Lituania (bandiera)    | C     | Donatas Stulga      |
| 11 | Lituania (bandiera)    | C     | Lukas Sendžikas     |
| 13 | Lituania (bandiera)    | C     | Rokas Sikorskis     |
| 14 | Lituania (bandiera)    | C     | Benas Olencevičius  |
| 15 | Lituania (bandiera)    | D     | Karolis Šilkaitis   |

| N. |                     | Ruolo | Calciatore            |
| -- | ------------------- | ----- | --------------------- |
| 16 | Lituania (bandiera) | A     | Rytas Babickas        |
| 18 | Lituania (bandiera) | C     | Edvinas Kloniūnas     |
| 19 | Lituania (bandiera) | A     | Ernestas Mickevičius  |
| 20 | Lituania (bandiera) | D     | Ignas Dedura          |
| 21 | Lituania (bandiera) | D     | Darius Šinkunas       |
| 22 | Lituania (bandiera) | D     | Jevgenij Moroz        |
| 23 | Italia (bandiera)   | C     | Giuseppe Palma        |
| 28 | Lituania (bandiera) | C     | Evaldas Stepanavicius |
| 29 | Lituania (bandiera) | C     | Audrius Kšanavičius   |
| 33 | Lituania (bandiera) | P     | Modestas Stonys       |
| 51 | Lituania (bandiera) | C     | Gratas Sirgėdas       |
| 77 | Lituania (bandiera) | D     | Paulius Daukša        |